# Égerhát
Égerhát (románul Ariniș, régi nevén és a román népnyelvben Arghihat, németül Elrück vagy Erlenhang) falu Romániában, Máramaros megyében,  Égerhát községben. Tájegységileg a Szilágysághoz tartozik, korábban Szilágy vármegye része volt.
A községet három falu alkotja: Égerhát, Egerbegy és Rodina. Az egykor hozzá tartozó Alsó- és Felsőszivágy ma különálló községet képez.

## Fekvése
Máramaros megye délnyugati részén található, Sülelmed városka szomszédságában, közel a Máramaros megyét Szatmár és Szilágy megyéktől elválasztó hármas megyehatárhoz. Nagybányától 44 kilométer, Szilágycsehtől pedig 13 kilométer választja el. 2713 hektárnyi területen fekszik (melyből 1883 ha termőföld). 
Nyugaton Szilágyillésfalva, délen Sülelmed, keleten Szélszeg, északon pedig Mosóbánya határolja.

## Története
Égerhát falut a középkorban alapította kilenc (kis)nemesi, három jobbágy- és egy zsellércsalád. Első írásos említése 1543-ból való, Egherhat néven. A történelmi Magyarország közigazgatási rendszerében Szilágy vármegye Szilágycsehi járásához tartozott. 

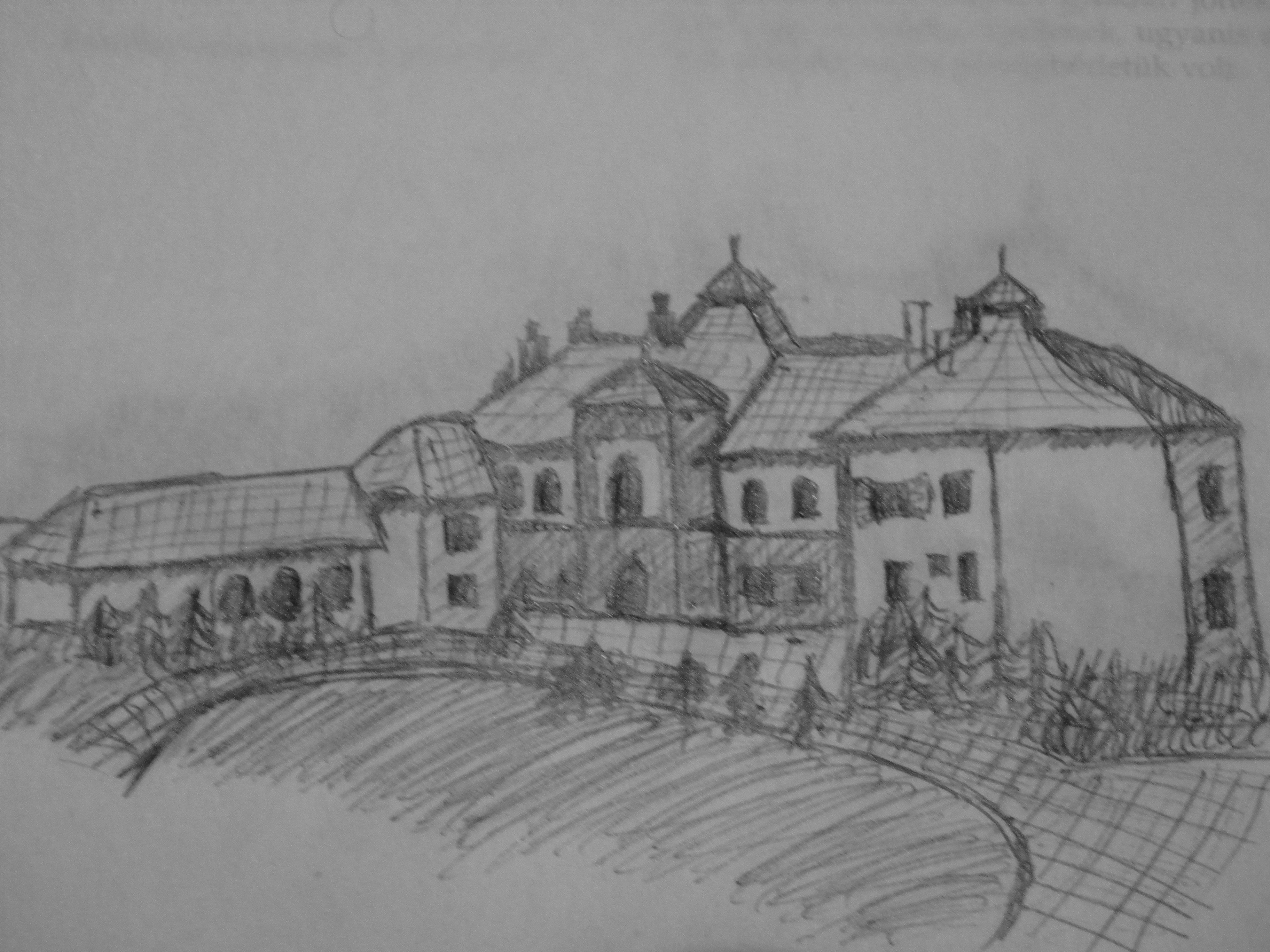
báró Bornemisza Elemér szivágyi vadászkastélya (Trianon után porig rombolta a feldühödött jobbágyság)

 Területének jelentős része a Bornemisza bárók uradalmához tartozott, leszámítva az alapító kisnemesek és szabad parasztok birtokait. A Bornemisza bárók birtokának központja Szilágycseh volt, de volt kastélyuk Farkasasszonyban is. Az utolsó Bornemisza földesúr, báró Bornemisza Elemér, miután a Károlyi grófok tiszttartója- és ügyintézőjeként megmentette a családot a csődbejutástól, jelentős jövedelmekre tett szert, amiből szivágyi birtokán vadászkastélyt építtetett, melyet a trianoni békeszerződés után porig rombolt a feldühödött parasztság. 
Az egyre növekvő uradalom szükségleteinek kielégítésére több hullámban telepítettek be jobbágyokat, elsősorban Alsó- és Felsőszivágy, kisebb részben Égerhát területére is.
A Bornemisszák jelenlétének emlékét őrzi a falut Rodina felől határoló Báró dombja, de az uradalomhoz tartozott a Kantár és a Mocsár is, amit azóta lecsapoltak.
A bárói uradalom területén épült ki a falu egy része is, főként a - zömmel román nemzetiségű - jobbágyság házai.

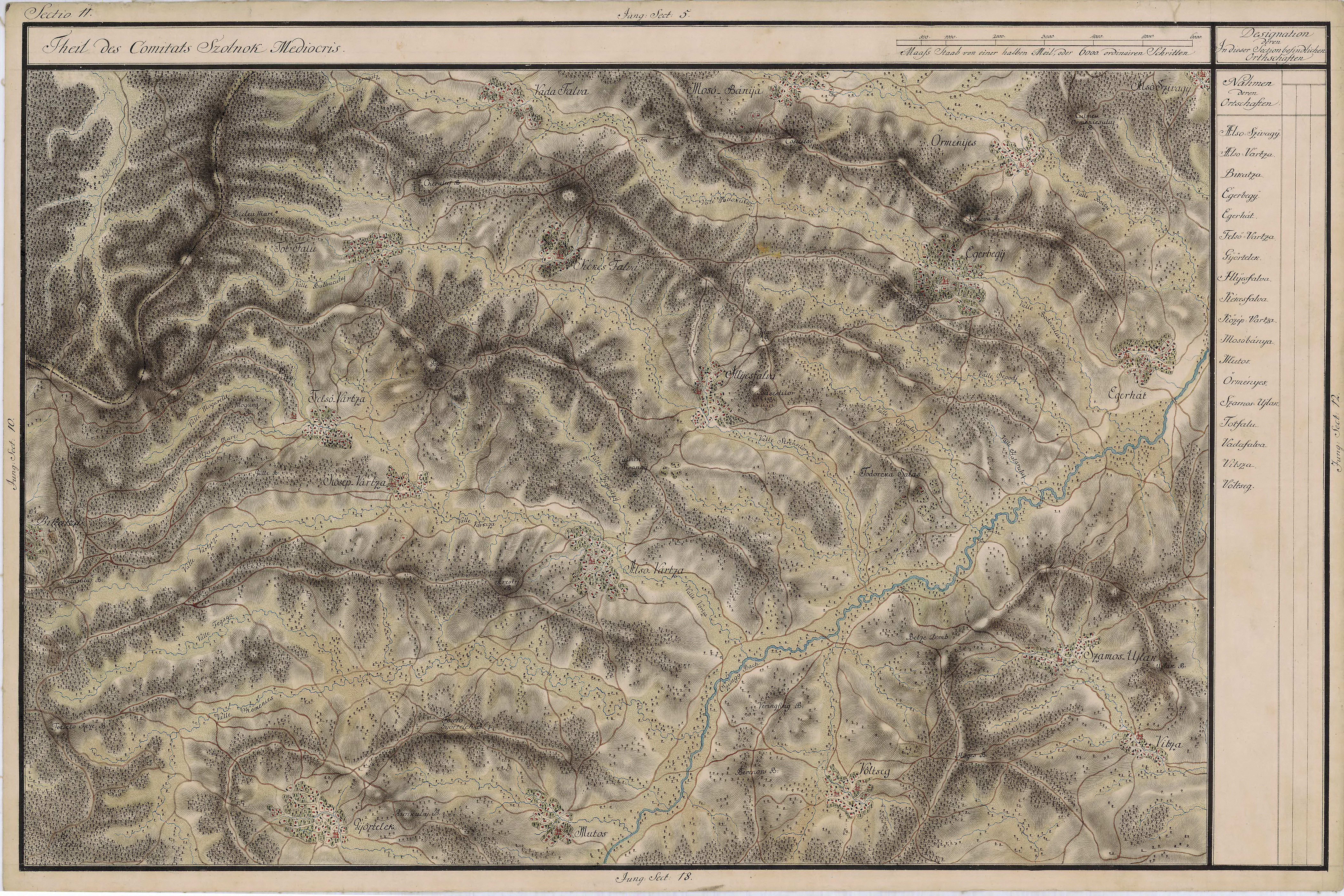
Égerhát a jozefiniánus térképen

A XIX. században számos zsidó kereskedő és földbirtokos került a faluba. A második világháború előtt számuk a magyarságét közelítette, imaházuk Égerhát központjában állt. Jelenlétük emlékét ma már csak a báró-dombi zsidó temető régi sírkövei őrzik.
A második világháború és az azt követő időszak interetnikus konfliktusokkal terhes sötét borzalmakat hozott a falu népe számára. A közhit szerint a zsidóüldözések idején élve eltemettek egy zsidó fiút a faluban. Nem sokkal ezután haláltáborokba hurcolták a falu teljes zsidóságát. Csak néhányan élték túl a Holokausztot.
A világháború után, a magyar hatóságok kivonulása és a román hatóságok megérkezése közötti időszakban számos magyarellenes atrocitás és egyéb túlkapások történtek (melyek egyikének egy fiatal magyar férfi is áldozatul esett).
A kommunizmus éveiben a lakosság magántulajdonait kollektivizálták, államosították a jelentősebb birtokokat, egyházi tulajdonokat (ezeket csak a rendszerváltozás utáni földosztás során juttatták vissza tulajdonosaiknak).
Ekkor változott meg gyökeresen a lakosság zömének felekezeti hovatartozása is, miután a hagyományosan görögkatolikus románságot ortodox hitre kényszerítették a román hatóságok (mai napig ehhez a felekezethez tartoznak).
A falu magyarságát harminc család alkotja, hagyományosan református vallásúak.

## Demográfiai adatok

### Nemzetiségi megoszlás
A 2002-es romániai népszámláláson a községnek összesen 1208 lakosa volt, melyből 1078 személy románnak, 130 pedig magyarnak vallotta magát. Jelenleg a következőképpen oszlik meg a község lakossága:
- Égerhát: 702 lakos, melyből 570 (81,19%) román, 130 (18,51%) magyar.
- Szilágyegerbegy: 333 lakos (valamennyi román nemzetiségű)
- Rodina: 178 lakos (valamennyi román nemzetiségű)

### Felekezeti megoszlás
A 2002-es népszámlálási adatok szerint a következő felekezetek közt oszlik meg a község népessége:
- román ortodox: 873
- református: 111
- pünkösdista: 145
- görögkatolikus: 17
- baptista: 7
- római katolikus: 4
- hetednapi adventista: 2
- más vallásúak: 49

Ateista, vallás nélküli és nem nyilatkozó lakosok nem voltak a faluban.

## Önkormányzat
A helyi politikát hagyományosan a Szociáldemokrata Párt és parlamenti szövetségese, a Konzarvatív Párt határozza meg. A szociáldemokraták adják a község polgármesterét és alpolgármesterét is. A település vezetői:
- polgármester: Mureșan Gheorghe (PSD)
- alpolgármester: Pop Nelu Eugen (PSD)
- titkár: György Csaba

A kilenctagú helyi tanács összetétele pártonként:
| Párt                                | Helyi tanácsosok száma | Tanácsosok                                               |
| ----------------------------------- | ---------------------- | -------------------------------------------------------- |
| Szociáldemokrata Párt               | 4                      | Iluț Aurel, Mateșan Ioan, Mateșan Simion, Pop Nelu Eugen |
| Nemzeti Liberális Párt              | 2                      | Cupșe Vasile, Sabou Vasile                               |
| Romániai Magyar Demokrata Szövetség | 1                      | Fóris József                                             |
| Demokrata Liberális Párt            | 1                      | Câmpean Octavian                                         |
| Konzarvatív Párt                    | 1                      | Mateșan Ioan                                             |

## Látnivalók
- Református templom
- Görögkatolikus templom (ma ortodox)
- református temető
- régi román temető
- román temető
- zsidó temető

A településen termálvízforrás található, szomszédságában pedig jól kiépített halastavak vannak.

## Neves szülöttei
- Bessenyei István - romániai magyar színész, rendező, a Szatmárnémeti Északi Színház Harag György Társulatának művészeti igazgatója.
- Ft. Dragomir Ioan (1905-1985) - Máramarosi Görögkatolikus püspök, teológus. Sírja az égerháti román temetőben található.
- Nt. Molnár Mihály - református lelkész, teológus professzor, a Debreceni Református Hittudományi Egyetem teológia szakának egykori ószövetségtan tanára.
- Olos Mihai - Nagybányán élő festőművész, szobrász.

## Testvértelepülések
- Kuncsorba

## Képek

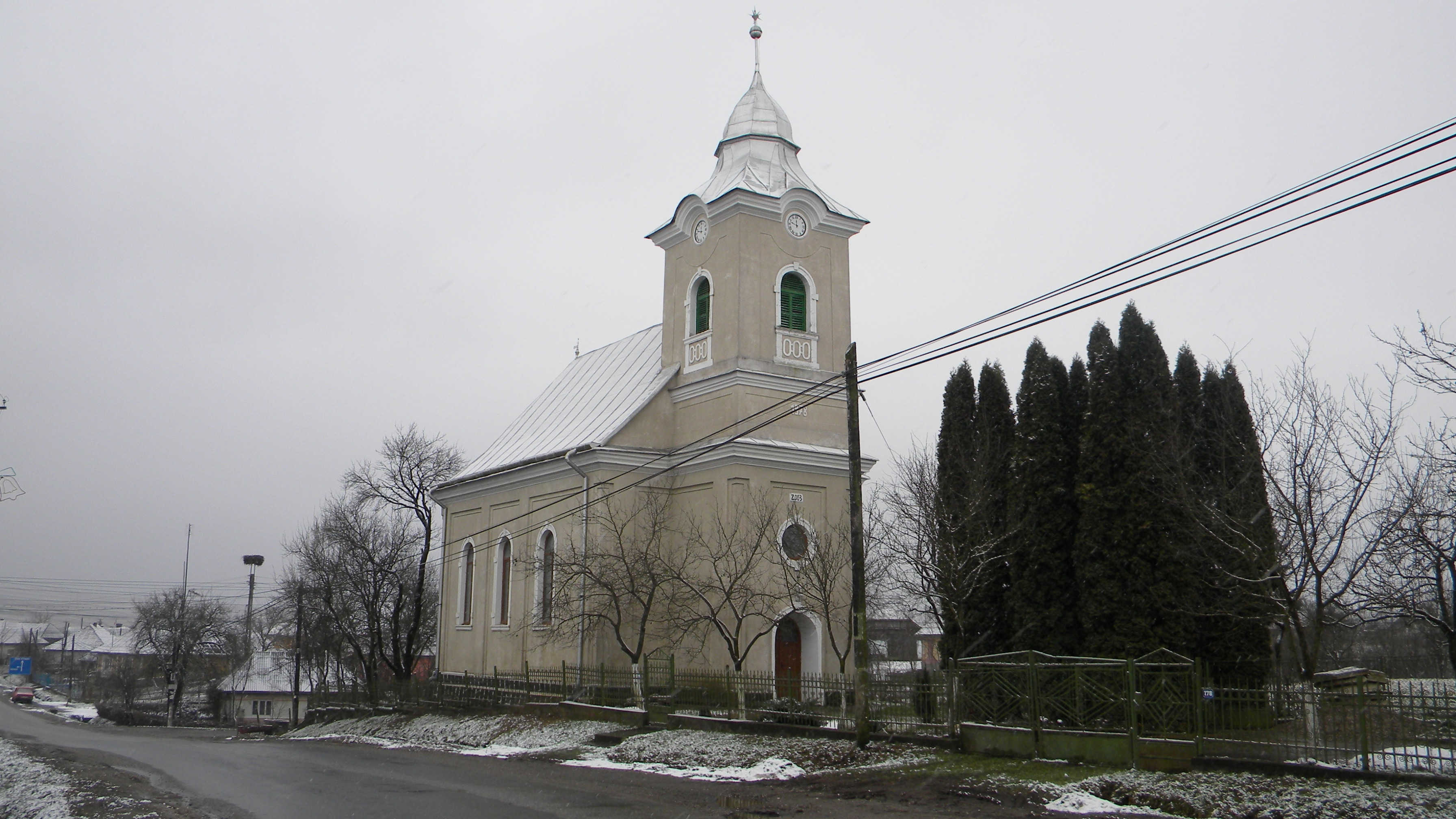
Református templom
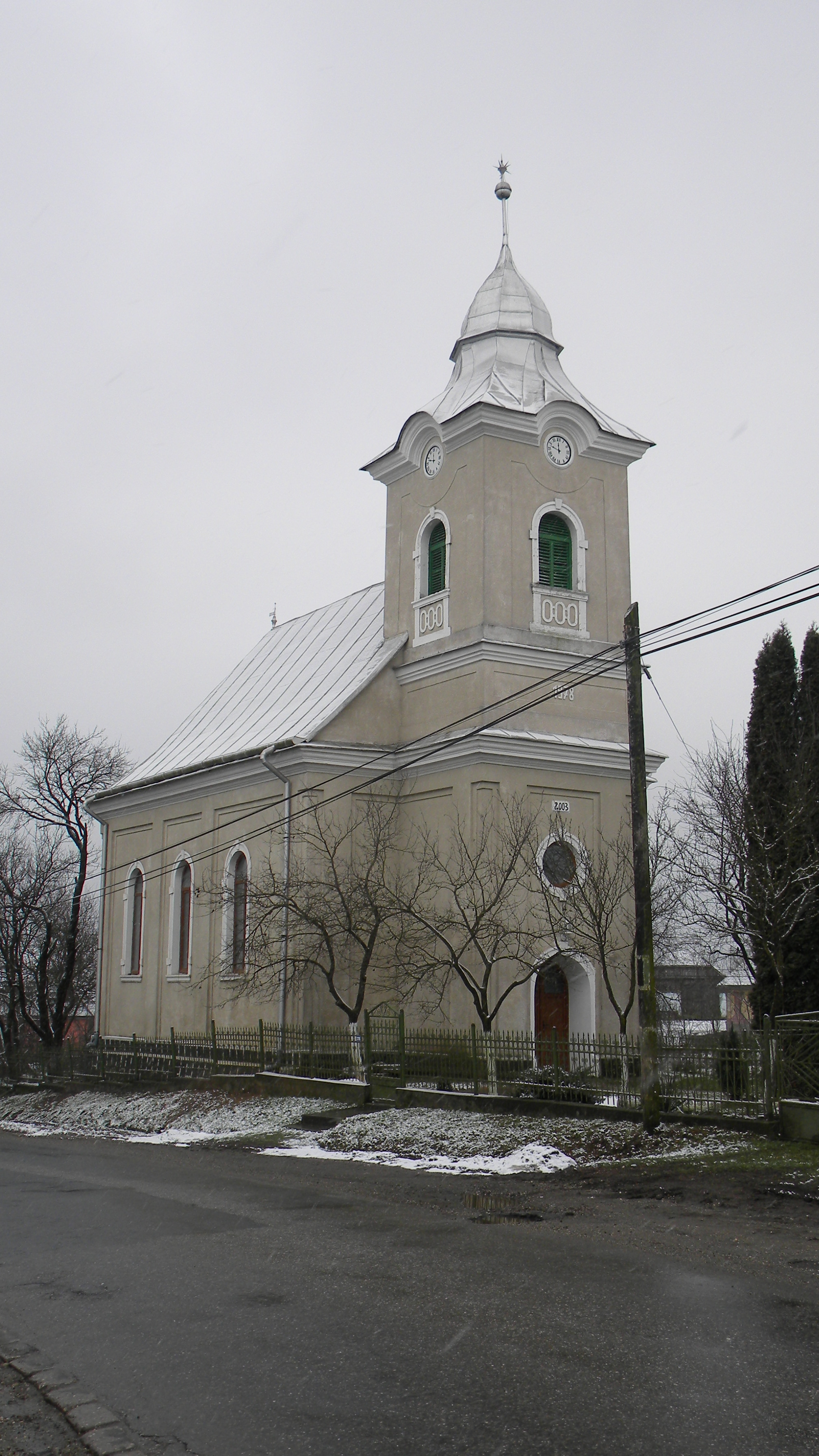
Református templom (2.)